# 基隆交流道
基隆交流道為臺灣國道一號的交流道，位於臺灣基隆市安樂區、七堵區交界處，指標為1.1k。
本交流道因鄰近八堵地區，反而常被稱呼為八堵交流道，部分商家之廣告雖指示八堵交流道下，但也實為基隆交流道。
|  | 1 基隆 | 金山 八堵 |

## 鄰近公路
- 台5線

## 相關事件
民國63年（1974年）9月28日基隆交流道建設期間，由於該地地形為順向坡、范迪颱風來襲，附近的尚仁街遂發生山崩、房屋被沖垮事件（位於今八堵抽水站旁的半山腰上），造成36人死亡，30人輕重傷，為台灣高速公路開發史上第一個災害事件，比2010年福爾摩沙高速公路山崩事件更為嚴重。

## 外部連結
- 國道一號基隆交流道示意圖 （页面存档备份，存于）（交通部高速公路局）